# Prevalle
Prevalle – miejscowość i gmina we Włoszech, w regionie Lombardia, w prowincji Brescia.
Według danych na rok 2004 gminę zamieszkiwało 5097 osób, 566,3 os./km².